# Gail Z. Martin
Pour les articles homonymes, voir Martin.
Œuvres principales
- Chroniques du Nécromancien

Gail Zehner Martin, née le 1er décembre 1962 à Meadville en Pennsylvanie, est une écrivaine américaine de fantasy.

## Œuvres

### Univers desChroniques du Nécromancien

#### SérieChroniques du Nécromancien
1. L'Invocateur, Milady, coll. « Imaginaire », no 81, 2009 ((en) The Summoner, Solaris Books, 2007), trad. Mélanie Rouger  (ISBN 2-8112-0207-2)
2. Le Roi de sang, Milady, coll. « Imaginaire », no 84, 2009 ((en) The Blood King, Solaris Books, 2008), trad. Claire Kreutzberger  (ISBN 2-8112-0217-X)
3. Havre sombre, Milady, coll. « Imaginaire », no 86, 2010 ((en) Dark Haven, Solaris Books, 2009), trad. Elisabeth Luc  (ISBN 2-8112-0238-2)
4. L'Élu de la dame noire, Bragelonne, no 381, 2011 ((en) Dark Lady's Chosen, Solaris Books, 2009), trad. Mélanie Rouger  (ISBN 2-35294-515-1)

#### SérieLes Rois déchus
1. Le Serment des gardiens, Bragelonne, 2018 ((en) The Sworn, 2011), trad. Olivier Debernard  (ISBN 979-1028104818)
2. Les Effroyables, Bragelonne, 2018 ((en) The Dread, 2012), trad. Leslie Damant-Jeandel  (ISBN 979-1028104825)

#### Recueil de nouvelles
- (en) The Shadowed Path, 2016

### SérieThe Ascendant Kingdoms
1. (en) Ice Forged, 2013
2. (en) Reign of Ash, 2014
3. (en) War of Shadows, 2015
4. (en) Shadow and Flame, 2016

### SérieDeadly Curiosities
1. (en) Deadly Curiosities, 2014
2. (en) Vendetta, 2015

### SérieDarkhurst
1. (en) Scourge, 2017

### Romans indépendants
- (en) Iron & Blood, 2015Écrit avec Larry Martin.